# Einzelkosten
Einzelkosten (auch direkte oder spezifische Kosten; englisch direct costs) sind in der Betriebswirtschaftslehre eine Kostenart, die einem Bezugsobjekt direkt zugerechnet werden kann. Pendant sind die Gemeinkosten.

## Allgemeines
Bezugsobjekte sind die Kostenträger (Produkte oder Dienstleistungen), eine Kostenstelle oder eine Rechnungsperiode. Gemein- und Einzelkosten eines Unternehmens ergeben zusammen die Gesamtkosten, die den Kern der Kostenrechnung (Vollkostenrechnung) bilden. Einzelkosten können dem Bezugsobjekt direkt zugerechnet werden. Deshalb kann das Kostenzurechnungsprinzip perfekt eingehalten werden. Ihre Zurechnung kann verursachungsgerecht vorgenommen werden. Typischerweise werden die den Einzelkosten zugrundeliegenden Produktionsfaktoren im Produktionsprozess vollständig verbraucht (Repetierfaktoren), d. h. sie werden Bestandteil des erzeugten Kostenträgers.

## Grundlagen
In einem Einproduktunternehmen ist es theoretisch möglich, dass ausschließlich Einzelkosten verursacht werden, weil alle Gesamtkosten nur für ein einziges Produkt/Dienstleistung anfallen. Stellt beispielsweise ein Einproduktunternehmen eine einzige Art von Tafelschokolade her, so wird die Tätigkeit aller betrieblichen Funktionen lediglich durch dieses eine Produkt verursacht. Das betrifft die Anschaffungskosten der Beschaffung (Einkauf von Rohkakao, Milch und Zucker), die Finanzierungskosten der Finanzierung (Kreditaufnahme), die Verwaltungskosten der Verwaltung (Büroarbeit) oder die Vertriebskosten des Vertriebs (Marketing, Werbung).
Wird ein zweites Produkt hergestellt, handelt es sich um ein Mehrproduktunternehmen, bei dem der Anteil der Kostenverursachung jedes Produkts unterschiedlich sein kann und insofern bereits bei der Beschaffung unterschiedliche Materialanteile bei jedem Kostenträger zu berücksichtigen sind.

## Einteilung
Kosten sind einem Bezugsobjekt (Kostenstellen, Kostenträger oder Rechnungsperioden) dann nicht direkt zurechenbar, wenn sie durch die Produktion von mindestens zwei Bezugsobjekten gleichzeitig verursacht werden oder angefallene Kosten und mindestens zwei Bezugsobjekte durch die gleiche Entscheidung hervorgerufen werden.
Im Hinblick auf die betrieblichen Funktionen lassen sich Einzel- und Gemeinkosten wie folgt unterscheiden:
| betriebliche Funktion | Kostenart         | Einzelkosten                                           | Gemeinkosten             |
| --------------------- | ----------------- | ------------------------------------------------------ | ------------------------ |
| Beschaffung           | Wareneinsatz      |                                                        | Beschaffungsgemeinkosten |
| Produktion            | Materialkosten    | Materialeinzelkosten, Sondereinzelkosten der Fertigung | Materialgemeinkosten     |
| Personal              | Personalkosten    | Fertigungslöhne                                        | Personalgemeinkosten     |
| Verwaltung            | Verwaltungskosten |                                                        | Verwaltungsgemeinkosten  |
| Vertrieb              | Vertriebskosten   | Sondereinzelkosten des Vertriebs                       | Vertriebsgemeinkosten    |

In der Produktion bestehen die Herstellungskosten sowohl aus Einzel- als auch aus Gemeinkosten. Denn der Rechtsbegriff der Gemeinkosten des § 255 Abs. 2 HGB sieht vor, dass ein angemessener Teil der Fertigungs- und Materialgemeinkosten sowie der Abschreibungen zu den Herstellungskosten gerechnet werden darf.
Auch die Personalkosten der Produktion sind nicht stets Einzelkosten. Sie können auch Gemeinkosten sein, wenn ein Mehrproduktunternehmen mit denselben Arbeitskräften mehrere Produkte gleichzeitig herstellt. Es wäre unwirtschaftlich, lediglich zwecks Ermittlung der Einzelkosten den Anteil der Arbeitszeit eines Arbeiters für ein bestimmtes Produkt abzugrenzen.

## Arten von Einzelkosten

### Varianten nach Paul Riebel
Paul Riebel unterscheidet zwischen mehreren Varianten von Einzelkosten. Originäre Einzelkosten sind die erst beim übergeordneten Bezugsobjekt und nicht bereits beim untergeordneten anfallenden Kosten. Beispiel ist der in der Hauptkostenstelle „Fertigung“ anfallende Fertigungslohn, der erst recht in der untergeordneten Kostenstelle „Fertigung I“ Einzelkosten darstellt. Aggregierte Einzelkosten liegen vor, wenn die originären Einzelkosten eines übergeordneten Bezugsobjekts mit denen untergeordneter Bezugsobjekte zusammengefasst werden. Fasst man im Beispiel die Einzelkosten der „Fertigung I“ mit denen der „Fertigung II“ zusammen, handelt es sich um aggregierte Einzelkosten. Perioden-Einzelkosten sind insbesondere Bereitschaftskosten, deren Bindungs- oder Nutzungsdauer die jeweils betrachtete Rechnungsperiode nicht überschreitet. Relevante Einzelkosten sind die durch das jeweilige Handeln gegenüber einer alternativen Unterlassung veränderten Kosten. Schein-Einzelkosten (oder unechte Einzelkosten) sind die einem Bezugsobjekt nur scheinbar direkt zurechenbare Kosten, bei denen auf die direkte Erfassung verzichtet wird und sie für mehrere Bezugsobjekte gemeinsam erfasst.

### Sondereinzelkosten
Sondereinzelkosten sind dem Wesen nach Gemeinkosten, weil sie nicht einem einzelnen Produkt zurechenbar sind, sondern nur einer Produktgruppe (Auftrag, Los, Serie). Sie werden wie Einzelkosten behandelt und im Wege der Divisionskalkulation der Produktgruppe zugerechnet. Als Sondereinzelkosten werden diejenigen Einzelkosten bezeichnet, die in der Zuschlagskalkulation im Rahmen der Vollkostenrechnung über Materialeinzelkosten und Fertigungslöhne hinaus erfasst, aber nicht in der Kostenstellenrechnung berücksichtigt werden. Sie fallen nicht pro angefertigtes Stück an, sondern pro Auftrag/Bestellung, die aus mehreren Stücken bestehen können. Unterarten sind:
- Sondereinzelkosten der Fertigung: Hierzu gehören auftragsweise erfassbare Werkzeugkosten, Patent- und Lizenzkosten, Kosten für anzufertigende Produktproben oder Prototypen sowie produktbezogene Forschungs- und Entwicklungskosten.[14]
- Sondereinzelkosten des Vertriebs: Hierzu gehören Verpackungskosten, Versandkosten, Provisionen, Ausgangsfrachten und Ausgangszölle sowie Kosten aus Gewährleistung.[15]

Sondereinzelkosten werden lediglich für die betriebliche Funktion der Produktion und des Vertriebs erfasst, aus Wirtschaftlichkeitsgründen jedoch nicht für die übrigen Funktionen.

### Standardeinzelkosten
Als Standardeinzelkosten werden diejenigen Betriebskosten (Stückkosten) bezeichnet, die für Zwecke der Deckungsbeitragsrechnung einem Produkt auf Grundlage einer normierten Leistungsinanspruchnahme zugerechnet werden. Ausgangspunkt der Standardeinzelkostenrechnung – die überwiegend in Kreditinstituten vorgenommen wird – ist die Definition standardisierter Arbeitsabläufe für die einzelnen Produkte/Dienstleistungen. Zur Ermittlung der Standardeinzelkosten werden in einem Arbeitsschritt die Unternehmensprozesse erfasst. Die Auslöser von Aktivitäten bilden Kostentreiber.

## Wirtschaftliche Aspekte
Einzelkosten sind stets variable Kosten, jedoch sind nicht alle variablen Kosten stets Einzelkosten. Als typische Einzelkosten gelten die Kosten des Fertigungsmaterials (Materialeinzelkosten wie Werkstoffkosten) und Fertigungslöhne. Vorausgesetzt wird hierbei in Mehrproduktunternehmen, dass das Fertigungsmaterial durch Materialentnahmezettel und der Fertigungslohn durch Personalzeiterfassung der Arbeitszeit einem bestimmten Kostenträger zurechenbar ist. Auf diese Weise kann auch ein Teil der Gemeinkosten wie beispielsweise Energiekosten durch produktbezogene Messung zu Einzelkosten werden. Als Einzelkosten gilt eine Kostenart, wenn die entsprechenden Kosten (beispielsweise das Gehalt eines Kostenstellenleiters) genau dann wegfallen, wenn auch das entsprechende Bezugsobjekt (also die Kostenstelle) wegfällt.
Die genaue Zuordnung der (variablen) Einzelkosten ermöglicht insbesondere in Mehrproduktunternehmen eine genauere Preiskalkulation, denn die Einzelkosten- und Deckungsbeitragsrechnung liefern sehr wertvolle Informationen für die Fundierung der Preispolitik. Die Grenzkostenrechnung verrechnet lediglich die Einzelkosten und die variablen Gemeinkosten auf die Kostenträger und stellt als Kosteneinflussgröße die Beschäftigungsschwankungen in den Mittelpunkt. Dagegen trennt die Einzelkostenrechnung nicht nach Fixkosten und variable Kosten, sondern in Einzel- und Gemeinkosten. Das wichtigste Bezugsobjekt für die Verrechnung der Einzelkosten sind neben dem Beschäftigungsgrad die Auftragsdauer, Auftragsgröße und Auftragsmenge.
Die Betrachtung von Kosten als Einzelkosten ist abhängig vom verwendeten Kostenzurechnungsprinzip. Während in der Grenzplankostenrechnung nach dem Verursachungsprinzip die Einzelkosten weitgehend identisch mit den (variablen) Grenzkosten sind, werden in der Prozesskostenrechnung nach dem Beanspruchungsprinzip auch ein Teil der Fixkosten (die so genannten Nutzkosten) zu den Einzelkosten gezählt.